# エミリオ・カランサ

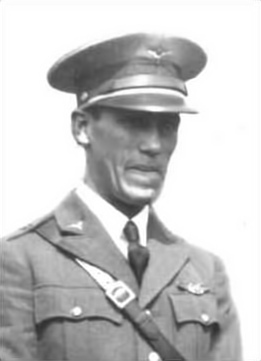
Emilio Carranza

エミリオ・カランサ・ロドリゲス（Emilio Carranza Rodriguez、1905年12月9日 - 1928年7月13日）はメキシコのパイロットである。メキシコシティからニューヨークへの単独無着陸飛行を行い、「メキシコのリンドバーグ」と称えられたが、ニューヨークからの帰途に事故死した。

## 人物
メキシコの大統領となったベヌスティアーノ・カランサのおいの息子であり、メキシコの航空のパイオニアであるアルベルト・サリナス・カランサの甥である。18歳でソノラ州でヤキ・インディアンの反乱の鎮圧に参加し、さらにアドルフォ・デ・ラ・ウエルタの起こした内乱の鎮圧功績があった。ソノラでは事故に会い、顔面にプラチナのネジを使った手術を受けた。22歳であった1928年5月24日から25日にかけて、サンディエゴからカリフォルニアまでの約3000kmの単独無着陸飛行を行った。18時間半におよぶこの飛行は単独無着陸飛行としては当時、世界で3番目の長い飛行であった。1927年にリンドバーグがニューヨークからメキシコシティへ訪問飛行したのに対する答礼飛行として1928年、メキシコシティから、ロングアイランドのルーズベルト飛行場まで飛行し、ニューヨークでアメリカ商務大臣のハーバート・フーバーとニューヨーク市長ジミー・ウォーカーの歓迎をうけた。その帰途、ニュージャージー州南部のPinelands上空を飛行中に雷雨にあい墜落した。翌日遺体が発見された。22歳没。

## 余談
2007年にRobert A. Emmons Jrによってエミリオ・カランサに関するドキュメンタリー映画が作られた。